# Selenops lumbo
Espèce
Selenops lumbo est une espèce d'araignées aranéomorphes de la famille des Selenopidae.

## Distribution
Cette espèce se rencontre au Mozambique, en Tanzanie, au Kenya et en Somalie,.

## Description
Le mâle holotype mesure 4,25 mm. La femelle décrit par Corronca en 2002 mesure 8,50 mm.

## Étymologie
Son nom d'espèce lui a été donné en référence au lieu de sa découverte, Lumbo.

## Publication originale
- Corronca, 2001 :  Three new species of Selenops Latreille, 1819 (Aranei: Selenopidae) from Afrotropical region. Arthropoda Selecta, vol. 10, no 1, p. 55-58 (texte intégral).